# Quinton Stephens
Quinton Stephens (Atlanta, 1º marzo 1995) è un ex cestista statunitense con cittadinanza britannica.

## Palmarès
- Coppa Italia: 1

Auxilium Torino: 2018